# Ali-Pascha-Moschee (Ohrid)
Die Ali-Pascha-Moschee (mazedonisch Али-Пашина Џамија Ali-Pašina Džamija; albanisch Xhamia e Ali Pashës oder Xhamia Ali Pasha; türkisch Ali Paşa Camii) ist die größte Moschee der nordmazedonischen Stadt und des Muftiats Ohrid sowie eines der Wahrzeichen des „Balkan-Jerusalems“. Sie wurde 1573 von den Osmanen erbaut, bietet 300 Gläubigen Platz und ist vom Staat denkmalgeschützt.

## Lage
Die Freitagsmoschee befindet sich auf der östlichen Seite der Straße „Heiliger Kliment von Ohrid“ (mazedonisch Свети Климент Охридски Sveti Kliment Ohridski; albanisch Shën Klementi i Ohrit), welche den südlichen Teil der Promenade (lokal Čaršija/Çarshia, Korzo oder Pazar genannt) bildet. Damit liegt der Bau im nordöstlichen historischen Stadtkern, der von der UNESCO als Weltkulturerbe geschützt wird.
Die Vorderseite des Gotteshauses samt Portikus ist nach Nordwesten und somit 45 Grad schräg weg von der Flaniermeile gerichtet. Das 32,5 Meter hohe Minarett mit einer Scherefe steht in der westlichen Gebäudeecke nahe der Fußgängerzone, von der man über ein Eisentor in den Sahn der Moschee gelangt, wo ein Şadırvan in einem Pavillon untergebracht ist. Etwa 65 Meter Fußweg nördlich der Hofmoschee befindet sich der (Alte/Große) Činar/Çinar, der ehemalige Marktplatz der Stadt mitsamt einer 900 Jahre alten Platane und der angrenzenden Tekke-Moschee.
Die größte Moschee von Ohrid ragt dominant über die meist kleineren benachbarten Häuser. Der Turm für den Muezzin ist von weithin sichtbar.

## Geschichte

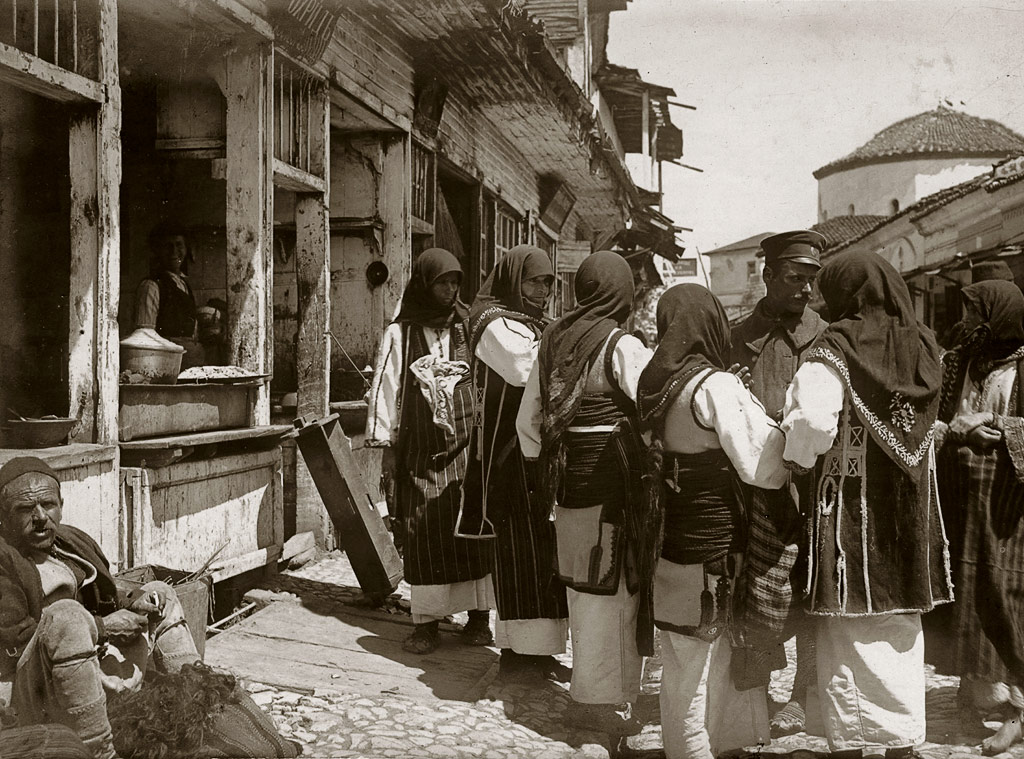
Straßenszene im Basar von Ohrid zwischen 1914 und 1918. Im Hintergrund rechts ist der Kuppelbau der Ali-Pascha-Moschee gut zu erkennen.

Die Kuppelmoschee wurde im Jahr 1573 von einem gewissen Süleyman Pascha erbaut.
Laut dem osmanischen Reisenden und Intellektuellen Evliya Çelebi (1611–1683), der auch das damalig osmanische Ohri bereiste, besaß die Ali-Pascha-Moschee zwei Minarette. Historiker sind aber der Meinung, dass stets nur ein Turm gestanden hat und bloß das Postament für ein zweites Minarett gebaut wurde. Auf historischen Aufnahmen und Zeichnungen wird sie so dargestellt.
1823 wurde sie von Maraşʼlı Ali Pascha, der von 1815 bis 1821 Wesir von Belgrad war, erweitert. Seitdem ist sie nach ihm benannt. Zu dieser Zeit entstand ebenfalls eine Madrasa, die es heute aber nicht mehr gibt.
Zwischen 1912 oder 1913 und 1918 – also entweder während der Balkankriege oder während des Ersten Weltkrieges – wurde das Minarett zerstört.
Zwischen 2017 und 2019 wurde die Kuppelmoschee – unter anderem mithilfe des TİKA – restauriert, dabei baute man das Minarett wieder auf und der Sahn wurde umgestaltet. Die Baukosten beliefen sich auf rund 2,2 Millionen Euro. Insbesondere der Minarett-Wiederaufbau wurde von islamophoben Äußerungen, Protesten und Aktionen vonseiten einer mazedonischen „Stadtbürger-Initiative“ begleitet. Jene warfen den Bauherren vor, die Moschee und den Turm illegal zu restaurieren bzw. aufzubauen. Doch das mazedonisch-staatliche Institut für den Schutz von Kulturmonumenten und Museen zeigte im November 2017 auf, dass das Gebäude 2014 zum Kulturdenkmal erklärt wurde, dem Restaurierungsgesuch der Islamischen Glaubensgemeinschaft 2016 stattgegeben wurde und damit alles gesetzeskonform abläuft. Trotzdem waren die Arbeiten im Dezember 2017 vom Kulturminister Robert Alagjozovski (SDSM) kurzfristig gestoppt worden. Der damalige Ministerpräsident Zoran Zaev (SDSM) musste sich im März 2019 einschalten, um die Konfliktparteien zu besänftigen. Schließlich wurde die Moschee vollumfänglich restauriert am 28. November 2019 – am albanischen Nationalfeiertag – feierlich eröffnet.

## Äußeres

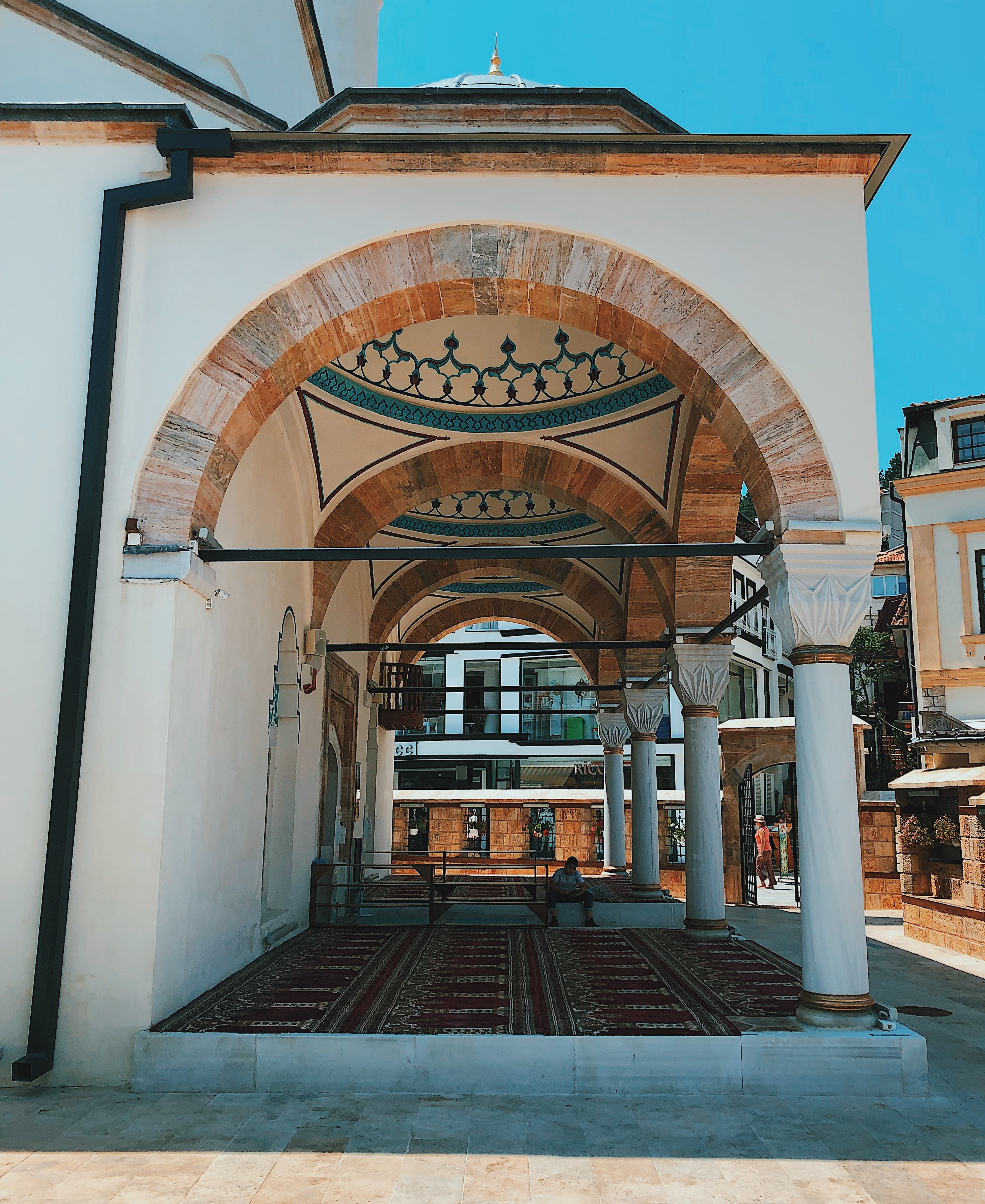
Blick zum „Versammlungsort für Nachzügler“ (2021)

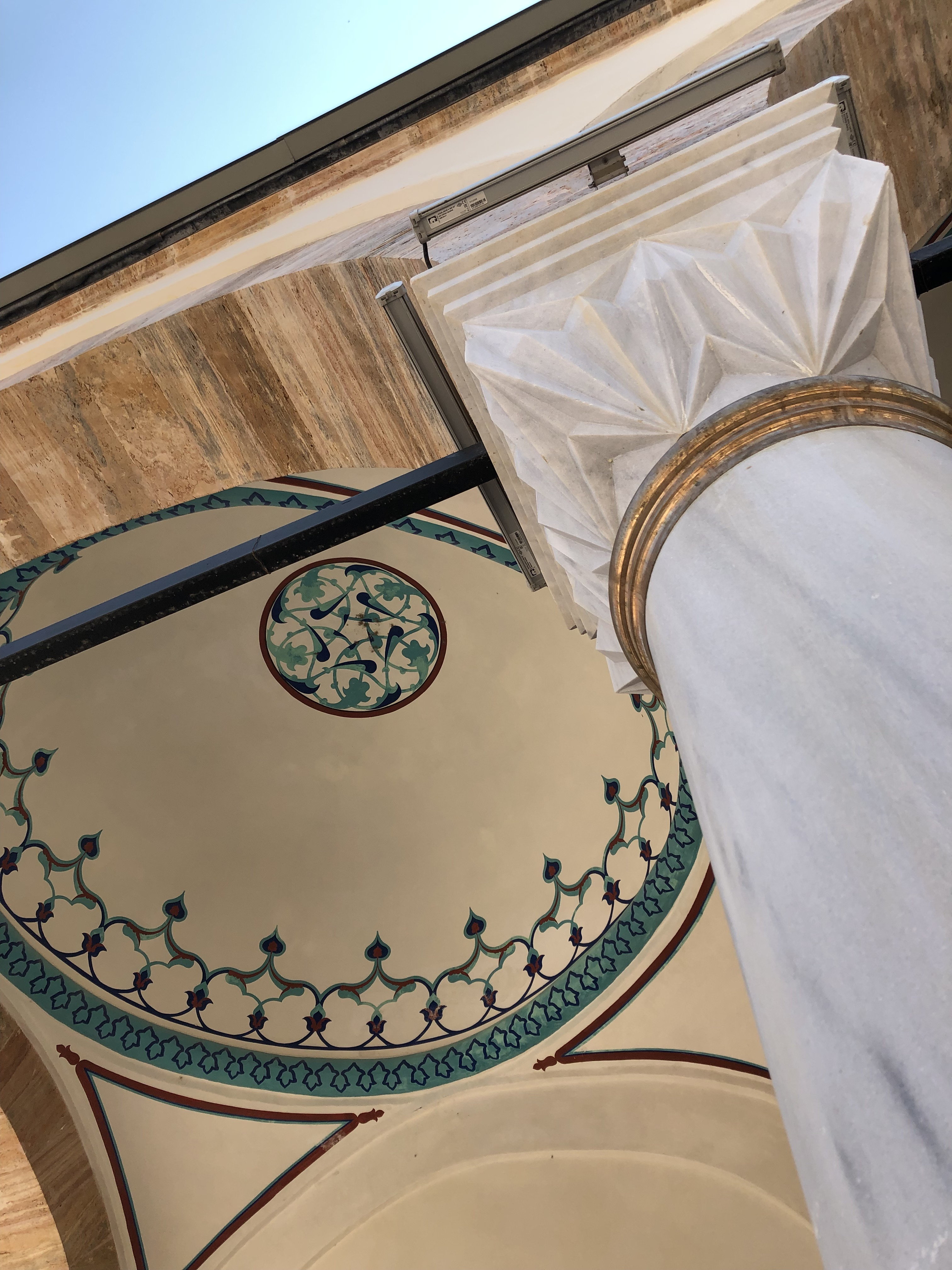
Nahaufnahme von Kapitell und Portikusdecke (2021)

Die Ali-Pascha-Moschee ist ein quadratischer Zentralbau mit einem weißen achteckigen Tambour sowie einer sechzehneckigen Flachkuppel aus Blei darauf. In jede der 16 Kuppelwände ist ein kleines Bogenfenster eingebaut.
Nordwestlich befindet sich der auf drei Seiten geöffnete Portikus auf einem Podest (Son cemaat yeri), der von vier Freisäulen mit geometrischen Kapitellen getragen wird. Überdacht wird dieser Nebenbau von drei kleineren Kuppeln.
Der Portikus ist an der Decke mit blauen floralen Arabesken und Ornamenten verziert.
Bei der nördlichen Gebäudeecke steht ein Şadırvan unter einem Pavillon, welcher der muslimischen Gemeinde zur rituellen Waschung (Wudū') dient.

## Inneres
Im Inneren fallen vor allem die weißen geputzten Wände samt Kuppel auf, die in Kontrast zu den Elementen aus dunklem Walnussholz stehen. Beim Eintritt in den mit Teppichen ausgelegten Betsaal ist gleich gegenüber in der Ostwand zentral der Mihrāb eingebaut. Darüber hängt an der Wand eine Holztafel mit der Aufschrift der Schahāda. Gleich rechts des Mihrabs befindet sich der hölzerne Minbar.
Die Empore hat ein geschlossenes hölzernes Geländer. Im Scheitelpunkt der Kuppel hängt an einer Kette eine Moscheeampel.

## Bedeutung

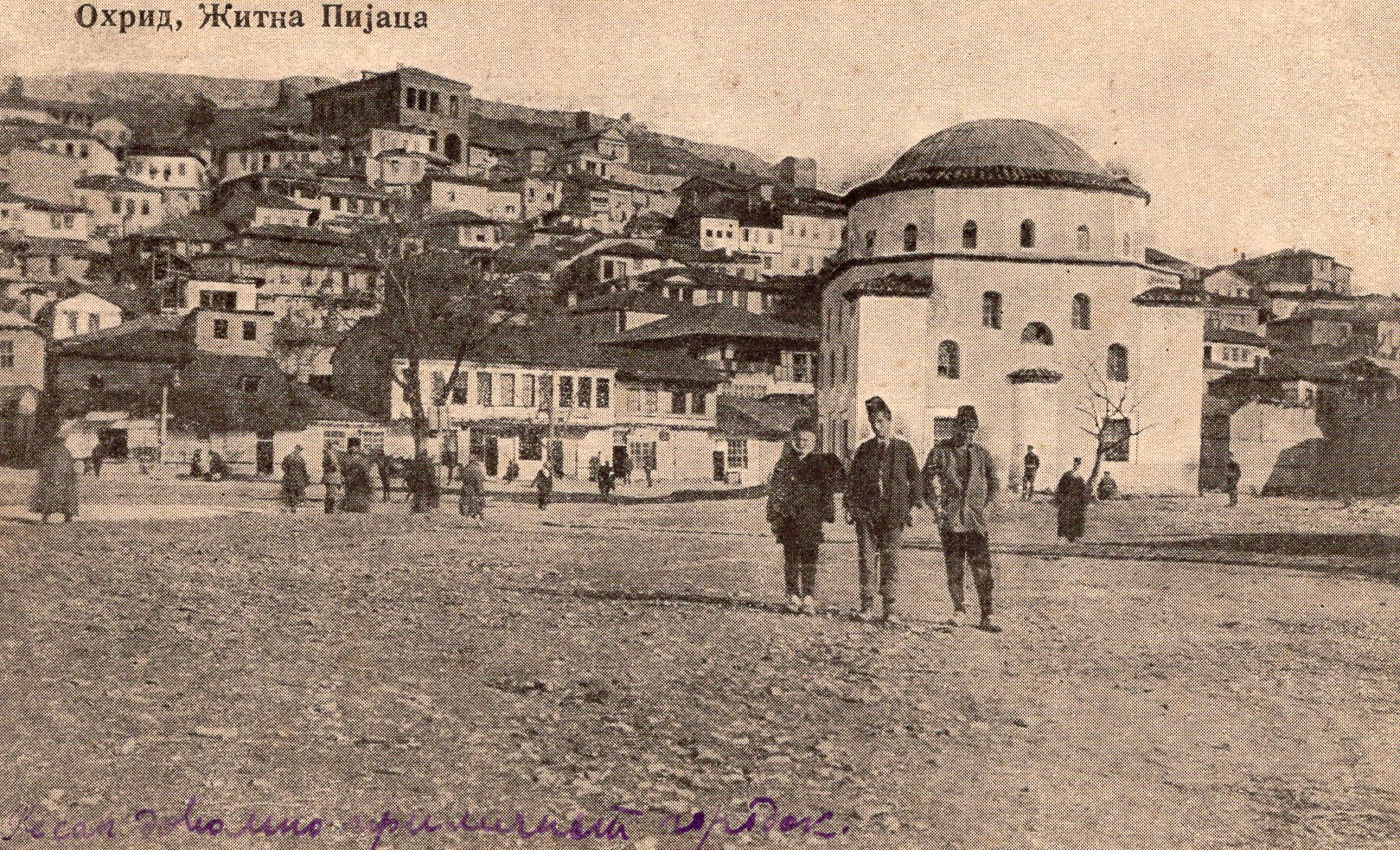
Die viel größere Hadschi-Kasim-Moschee auf einem Foto aus den 1930er Jahren

Die Ali-Pascha-Moschee ist ein Zentrum des Islams in Ohrid. Als größte Moschee bildet sie das emotionale Wahrzeichen der Muslime der Stadt. Bis zum Jahr 1953 hatte diese Rolle die größere Hadschi-Kasim-Moschee, die jedoch damals abgerissen wurde.